# 西宮市立鳴尾中学校
西宮市立鳴尾中学校（にしのみやしりつ なるおちゅうがっこう）は、兵庫県西宮市甲子園八番町にある公立中学校。

## 沿革
- 1947年（昭和22年）
  - 4月14日 - 兵庫県武庫郡鳴尾村立鳴尾中学校創設。
  - 4月22日 - 開校式並びに入学式を行う。
- 1948年（昭和23年）10月1日 - 校旗を制定する。
- 1949年（昭和24年）6月27日 - 7学級を鳴尾小学校より新校舎に移動。以後鳴尾小学校分校をおく。
- 1950年（昭和25年）3月6日 - 校歌制定。
- 1951年（昭和26年）4月1日 - 武庫郡鳴尾村が西宮市に合併し、西宮市立鳴尾中学校に改称する。
- 1959年（昭和34年）
  - 10月6日 - 学校給食を開始する。
  - 10月31日 - 文部省指定、産業教育研究発表会を行う。
- 1962年（昭和37年）7月1日 - 特殊学級を設置する。
- 1963年（昭和38年）4月1日 - 西宮市立浜甲子園中学校が開校。校区が変更される。
- 1964年（昭和39年）11月17日〜18日 - 第8回兵庫県学校図書館研究大会中学部会場となる。
- 1965年（昭和40年）4月1日 - 甲子園の高潮町、甲子園洲鳥町、甲子園綱引町が校区に編入。
- 1972年（昭和47年）4月1日 - 西宮市立南甲子園小学校区の浜甲子園・南甲子園・今津真砂町を校区に編入。
- 1980年（昭和55年）4月1日 - 西宮市立鳴尾東小学校区の東鳴尾1丁目・ 笠屋町を浜甲子園中学校の校区となる。
- 1983年（昭和58年）
  - 4月1日 -  校区の一部が変更され、西宮市立鳴尾中学校区の南甲子園2・3丁目、浜甲子園3・4丁目、甲子園網引町9・10番の1年生は西宮市立真砂中学校へ編入する。
  - 12月20日 -  グランド夜間照明施設及防球ネットフェンス、バックネット工事完成。
- 1984年（昭和59年）3月20日 -  グランド全面改修工事完成。夜間地域解放を開始する。
- 1988年（昭和63年）
  - 6月21日 - 兵庫県数学教育研究会・中学部会の会場となり、数学授業を公開する。
  - 7月8日 - 西宮市教育委員会指定、地域解放図書館開きを行う。
  - 11月16日 - 西宮市教育委員会指定、性教育研究発表会を行う。
- 1990年（平成2年）11月15日 - 西宮市教育委員会指定、地域開放図書館実践発表会を行う。
- 1991年（平成3年）11月15日 - 阪神地区中学校体育科研究発表会を行う。
- 1992年（平成4年）11月11日 - 西宮市教育委員会指定、国際理解教育研修発表会を行う。
- 1995年（平成7年）1月17日 - 阪神・淡路大震災が発生する。
- 1996年（平成8年）4月1日 - 学童・生徒ボランティア活動普及事業協力校指定を受ける。
- 1998年（平成10年）
  - 1月8日 - 障害児学級（病弱）を兵庫医科大学病院内に設置する。
  - 11月9日 - 「トライやる・ウィーク」体験活動実施
- 1999年（平成11年）10月7日 - 鳴尾地区人権（同和）教育発表会を行う。
- 2000年（平成12年）11月10日 - 中部地区学校図書館活用フォーラムの会場となり、「総合的な学習」の授業を公開する。
- 2002年（平成14年）11月21日 - 西宮市教育委員会指定研究発表会を行う。
- 2003年（平成15年）11月9日 - 西宮市人権・同和教育研究集会会場となる。
- 2005年（平成17年）
  - 3月22日 - 文部科学省指定、学力向上フロンティア事業研究紀要を作成する。
  - 6月13日 - 食育推進モデル校の県指定を受ける。
- 2007年（平成19年）
  - 1月19日 - 県指定食育推進モデル校研究発表会を行う。 
  - 10月25日 - 学校給食優良校として兵庫県教育長表彰を受ける。
- 2008年（平成20年）2月22日 - 生徒会を中心とした食育啓発活動に対して市教育長表彰を受ける。
- 2009年（平成21年）2月18日 - 健康教育推進学校優良校として全国表彰を受ける。
- 2019年（令和元年）9月 - 体育館の改修工事が終わる。

## 教育方針

### 校訓
自主　協調　進取

### 学校教育目標
心身ともに健康で、たくましい意志力・実践力を身につけ、学力の高い心豊かな生徒の育成

### めざす生徒像
生き生きと、たくましく、心優しい生徒

## 部活動

### 運動部
- 野球部
- 陸上競技部
- バスケットボール部
- 卓球部
- サッカー部
- ソフトボール部
- バレーボール部
- 水泳部
- ソフトテニス部

### 文化部
- 吹奏楽部
- コーラス部
- 美術部
- 技術部

## 生徒会活動
- 委員長
- 教科係代表委員
- 生活委員
- 美化委員
- 給食委員
- 保健委員
- 体育委員
- 図書委員
- 放送委員

## 通学区域
- 西宮市
  - 武庫川町、池開町、鳴尾町1丁目、鳴尾町2丁目、鳴尾町3丁目、鳴尾町4丁目、鳴尾町5丁目、甲子園七番町、甲子園八番町（西宮市立鳴尾小学校の通学区）
  - 甲子園町、甲子園高潮町、甲子園洲鳥町、甲子園網引町1～8番、甲子園九番町1～9・12～14・15番（6～8・40・49号）、南甲子園1丁目1～8番、浜甲子園1丁目、浜甲子園2丁目（西宮市立南甲子園小学校の通学区）
  - 甲子園九番町15番（1～5・9～39・41～48・50～61号）、南甲子園1丁目9～22番（西宮市立甲子園浜小学校の通学区）
  - 甲子園六番町、里中町1丁目、里中2丁目、里中町3丁目、上鳴尾町（西宮市立鳴尾北小学校の通学区）[1]

## 進学前小学校
- 西宮市立鳴尾小学校
- 西宮市立南甲子園小学校
- 西宮市立甲子園浜小学校
- 西宮市立鳴尾北小学校

## 通学区域が隣接している学校
- 西宮市立浜甲子園中学校
- 西宮市立真砂中学校
- 西宮市立今津中学校
- 西宮市立上甲子園中学校
- 西宮市立学文中学校
- 尼崎市立大庄中学校